# Filderstadt
Filderstadt (in alemanno Fildorsdadd) è un comune tedesco di 46 083 abitanti, situato nel land del Baden-Württemberg.
È capolinea della linea S2 della S-Bahn di Stoccarda.